# Mistrzostwa Świata w Hokeju na Lodzie Kobiet 2011/Elita
Mistrzostwa Świata w Hokeju na Lodzie Kobiet Elity 2011 odbywają się w szwajcarskich miastach: Zurych oraz Winterthur w dniach 4–12 kwietnia. Jest to 13 turniej o złoty medal mistrzostw świata. Mecze rozgrywane są w Szwajcarii po raz pierwszy w historii. Obrońca tytułu mistrzowskiego jest drużyna USA, która w finale pokonała Kanadę, 4:1.
W tej części mistrzostw uczestniczy 8 najlepszych drużyn na świecie. System rozgrywania meczów jest inny niż w niższych dywizjach. Najpierw odbywa się faza grupowa w której uczestniczą wszystkie drużyny podzielone na dwie czterozespołowe grupy. Zwycięzca grupy na zagwarantowe prawo gry w półfinale. Drużyny z miejsc drugiego i trzeciego grą w ćwierćfinale, zaś z miejsc czwartych o utrzymanie między sobą do dwóch zwycięstw. Przegrana drużyna spada do pierwszej dywizji.
Hale w których odbyły się zawody to:

Hallenstadion w Zurychu (o pojemności 10 630 miejsc)

Deutweg rink w Winterthur (o pojemności 3 000 miejsc)

## Faza grupowa

### Grupa A
Wyniki
| 17 kwietnia 2011 | Stany Zjednoczone | 5:0 | Słowacja | Hallenstadion, Zurych |

| Szczegóły      | Szczegóły                                                                                              | Szczegóły       | Szczegóły | Szczegóły                                    |
| -------------- | --- | --------------- | --------- | -------------------------------------------- |
| Godzina: 12:00 | K. Coyne 23:50 (EQ) J. Pucci 28:18 (EQ) H. Knight 40:11 (EQ) M. Duggan 40:19 (EQ) B. Decker 47:27 (EQ) | (0:0, 2:0, 3:0) |           | Widzów: 585 Sędzia główny: Melanie Bordeleau |

| 17 kwietnia 2011 | Szwecja | 7:1 | Rosja | Hallenstadion, Zurych |

| Szczegóły      | Szczegóły | Szczegóły       | Szczegóły            | Szczegóły                             |
| -------------- | --- | --------------- | -------------------- | ------------------------------------- |
| Godzina: 16:00 | E. Holst 04:56 (EQ) E. Holmlov 07:24 (EQ) R. Stenberg 08:45 (EQ) T. Enstrom 21:38 (EQ) E. Grahm 40:18 (PP) F. Nevalainen 45:53 (EQ) A. Borgqvist 58:46 (EQ) | (3:1, 1:0, 3:0) | 15:06 (EQ) A. Wafina | Widzów: 520 Sędzia główny: Erin Blair |

| 18 kwietnia 2011 | Szwecja | 3:0 | Słowacja | Hallenstadion, Zurych |

| Szczegóły      | Szczegóły                                                          | Szczegóły       | Szczegóły | Szczegóły                              |
| -------------- | ------------------------------------------------------------------ | --------------- | --------- | -------------------------------------- |
| Godzina: 12:00 | F. Nevalainen 05:53 (PP) P. Winberg 38:34 (EQ) E. Grahm 53:39 (PP) | (1:0, 1:0, 1:0) |           | Widzów: 829 Sędzia główny: Joy Tottman |

| 18 kwietnia 2011 | Rosja | 1:13 | Stany Zjednoczone | Hallenstadion, Zurych |

| Szczegóły      | Szczegóły              | Szczegóły       | Szczegóły | Szczegóły                                  |
| -------------- | ---------------------- | --------------- | --- | ------------------------------------------ |
| Godzina: 16:00 | J. Lebedewa 39:59 (EQ) | (0:5, 1:3, 0:5) | 07:03 (PP) H. Knight 09:25 (EQ) A. Schleper 10:42 (EQ) J. Chu 12:14 (EQ) A. Ruggiero 15:21 (SH) M. Duggan 26:20 (PP) C. Cahow 31:33 (PP) H. Knight 31:56 (EQ) B. Decker 46:41 (PP) H. Knight 48:07 (EQ) K. Stack 50:35 (EQ) K. Coyne 51:55 (EQ) K. Bellamy 55:40 (EQ) A. Ruggiero | Widzów: 535 Sędzia główny: Nicole Hertrich |

| 20 kwietnia 2011 | Słowacja | 1:4 | Rosja | Deutweg rink, Winterthur |

| Szczegóły      | Szczegóły               | Szczegóły       | Szczegóły                                                                               | Szczegóły                            |
| -------------- | ----------------------- | --------------- | --------------------------------------------------------------------------------------- | ------------------------------------ |
| Godzina: 14:00 | J. Kapustova 57:24 (EQ) | (0:1, 0:0, 1:3) | 19:54 (SH) T. Burina 43:58 (EQ) J. Smolencewa 47:11 (EQ) T. Burina 56:38 (SH) A. Wafina | Widzów: 257 Sędzia główny: Aina Hove |

| 20 kwietnia 2011 | Stany Zjednoczone | 9:1 | Szwecja | Deutweg rink, Winterthur |

| Szczegóły      | Szczegóły | Szczegóły       | Szczegóły           | Szczegóły                              |
| -------------- | --- | --------------- | ------------------- | -------------------------------------- |
| Godzina: 20:00 | K. Stack 05:02 (PP) J. Schoullis 08:48 (EQ) M. Lamoureux-Kolls 11:30 (EQ) J. Schmidgall-Potter 19:54 (EQ) M. Duggan 23:34 (PP) J. Schoullis 27:09 (EQ) K. Coyne 31:00 (EQ) J. Lamoureux 33:10 (EQ) M. Duggan 39:10 (EQ) | (4:0, 5:0, 0:1) | 43:28 (PP) E. Grahm | Widzów: 748 Sędzia główny: Ulla Sipila |

Tabela
Lp. = lokata, M = liczba rozegranych spotkań, W = Wygrane, WpD = Wygrane po dogrywce lub karnych, PpD = Porażki po dogrywce lub karnych, P = Porażki, G+ = Gole strzelone, G- = Gole stracone, Pkt = Liczba zdobytych punktów     = awans do półfniału,     = awans do ćwierćfinału,     = gra o utrzymanie
| Lp. | Zespół            | M | W | WpD | PpD | P | G + | G – | +/− | Pkt |
| --- | ----------------- | - | - | --- | --- | - | --- | --- | --- | --- |
| 1   | Stany Zjednoczone | 3 | 3 | 0   | 0   | 0 | 27  | 2   | +25 | 9   |
| 2   | Szwecja           | 3 | 2 | 0   | 0   | 1 | 11  | 10  | +1  | 6   |
| 3   | Rosja             | 3 | 1 | 0   | 0   | 2 | 6   | 21  | -15 | 3   |
| 4   | Słowacja          | 3 | 0 | 0   | 0   | 3 | 1   | 12  | -11 | 0   |

### Grupa B
Wyniki
| 16 kwietnia 2011 | Finlandia | 5:3 | Kazachstan | Deutweg rink, Winterthur |

| Szczegóły      | Szczegóły | Szczegóły       | Szczegóły                                                               | Szczegóły                              |
| -------------- | --- | --------------- | ----------------------------------------------------------------------- | -------------------------------------- |
| Godzina: 16:00 | P. Lund 04:20 (EQ) A. Rajahuhta 09:33 (PP) K. Rantamaki 24:01 (EQ) S. Tapani 39:15 (EQ) M. Karvinen 48:31 (EQ) | (2:1, 2:0, 1:2) | 06:22 (PP) N. Jakowczuk 40:48 (EQ) N. Jakowczuk 49:44 (EQ) Z. Tuchtjewa | Widzów: 634 Sędzia główny: Joy Tottman |

| 16 kwietnia 2011 | Kanada | 12:0 | Szwajcaria | Deutweg rink, Winterthur |

| Szczegóły      | Szczegóły | Szczegóły       | Szczegóły | Szczegóły                                   |
| -------------- | --- | --------------- | --------- | ------------------------------------------- |
| Godzina: 20:00 | C. Piper 10:42 (EQ) H. Irwin 16:02 (SH) H. Wickenheiser 18:33 (SH) M. Mikkelson 23:01 (EQ) G. Apps 26:33 (PP) R. Johnston 29:04 (EQ) M.-P. Poulin-Nadeau 34:30 (EQ) J. Wakefield 34:44 (EQ) C. Piper 41:57 (PP) J. Hefford 42:40 (EQ) C. Piper 54:29 (EQ) T. Bonhomme 59:33 (PP) | (3:0, 5:0, 4:0) |           | Widzów: 2900 Sędzia główny: Nicole Hertrich |

| 17 kwietnia 2011 | Kazachstan | 0:7 | Kanada | Deutweg rink, Winterthur |

| Szczegóły      | Szczegóły | Szczegóły       | Szczegóły | Szczegóły                              |
| -------------- | --------- | --------------- | --- | -------------------------------------- |
| Godzina: 16:00 |           | (0:2, 0:3, 0:2) | 09:22 (PP) C. Ouellette 12:05 (EQ) H. Wickenheiser 20:55 (EQ) M.-P. Poulin-Nadeau 27:33 (EQ) M. Mikkelson 39:46 (PP) M. Mikkelson 43:42 (EQ) H. Irwin 52:01 (EQ) N. Spooner | Widzów: 411 Sędzia główny: Ulla Sipila |

| 17 kwietnia 2011 | Finlandia | 1:2 pd. | Szwajcaria | Deutweg rink, Winterthur |

| Szczegóły      | Szczegóły              | Szczegóły            | Szczegóły                               | Szczegóły                             |
| -------------- | ---------------------- | -------------------- | --------------------------------------- | ------------------------------------- |
| Godzina: 20:00 | T. Niskanen 05:51 (EQ) | (1:0, 0:1, 0:0, 0:1) | 38:50 (PP) N. Bullo 61:50 (EQ) S. Marty | Widzów: 2117 Sędzia główny: Aina Hove |

| 19 kwietnia 2011 | Kanada | 2:0 | Finlandia | Deutweg rink, Winterthur |

| Szczegóły      | Szczegóły                                    | Szczegóły       | Szczegóły | Szczegóły                             |
| -------------- | -------------------------------------------- | --------------- | --------- | ------------------------------------- |
| Godzina: 16:00 | R. Johnston 12:46 (EQ) J. Hefford 59:34 (EN) | (1:0, 0:0, 1:0) |           | Widzów: 614 Sędzia główny: Erin Blair |

| 19 kwietnia 2011 | Szwajcaria | 6:1 | Kazachstan | Deutweg rink, Winterthur |

| Szczegóły      | Szczegóły | Szczegóły       | Szczegóły               | Szczegóły                                     |
| -------------- | --- | --------------- | ----------------------- | --------------------------------------------- |
| Godzina: 20:00 | S. Thalmann 04:49 (EQ) J. Marty 06:37 (EQ) D. Leimgruber 18:14 (EQ) D. Leimgruber 32:31 (EQ) S. Benz 46:46 (SH) C. Meier 57:06 (PP) | (3:0, 1:0, 2:1) | 42:02 (PP) N. Jakowczuk | Widzów: 2436 Sędzia główny: Melanie Bordeleau |

Tabela
Lp. = lokata, M = liczba rozegranych spotkań, W = Wygrane, WpD = Wygrane po dogrywce lub karnych, PpD = Porażki po dogrywce lub karnych, P = Porażki, G+ = Gole strzelone, G- = Gole stracone, Pkt = Liczba zdobytych punktów     = awans do półfniału,     = awans do ćwierćfinału,     = gra o utrzymanie
| Lp. | Zespół     | M | W | WpD | PpD | P | G + | G – | +/− | Pkt |
| --- | ---------- | - | - | --- | --- | - | --- | --- | --- | --- |
| 1   | Kanada     | 3 | 3 | 0   | 0   | 0 | 21  | 0   | +21 | 9   |
| 2   | Szwajcaria | 3 | 1 | 1   | 0   | 1 | 8   | 14  | -6  | 5   |
| 3   | Finlandia  | 3 | 1 | 1   | 0   | 1 | 6   | 7   | -1  | 4   |
| 4   | Kazachstan | 3 | 0 | 0   | 0   | 3 | 4   | 18  | -14 | 0   |

## Faza pucharowa

### O utrzymanie
| 22 kwietnia 2011 | Słowacja | 1:0 | Kazachstan | Deutweg rink, Winterthur |

| Szczegóły      | Szczegóły                | Szczegóły       | Szczegóły | Szczegóły                            |
| -------------- | ------------------------ | --------------- | --------- | ------------------------------------ |
| Godzina: 20:00 | A. Dzurnakova 47:59 (EQ) | (0:0, 0:0, 1:0) |           | Widzów: 127 Sędzia główny: Aina Hove |

| 24 kwietnia 2011 | Kazachstan | 1:2 pk. | Słowacja | Deutweg rink, Winterthur |

| Szczegóły      | Szczegóły         | Szczegóły                 | Szczegóły                                         | Szczegóły                              |
| -------------- | ----------------- | ------------------------- | ------------------------------------------------- | -------------------------------------- |
| Godzina: 20:00 | G. Shu 10:46 (EQ) | (1:0, 0:0, 0:1, 0:0, 0:1) | 53:55 (PP) I. Karafiatova 65:00 (PS) M. Velickova | Widzów: 113 Sędzia główny: Ulla Sipila |

### Ćwierćfinały
| 22 kwietnia 2011 | Szwecja | 1:5 | Finlandia | Hallenstadion, Zurych |

| Szczegóły      | Szczegóły           | Szczegóły       | Szczegóły | Szczegóły                                    |
| -------------- | ------------------- | --------------- | --- | -------------------------------------------- |
| Godzina: 16:00 | E. Holst 43:43 (PP) | (0:3, 0:1, 1:1) | 01:42 (EQ) M. Karvinen 06:23 (EQ) M. Karvinen 13:08 (EQ) A. Rajahuhta 37:44 (PP) K. Rantamaki 56:23 (PP) K. Rantamaki | Widzów: 931 Sędzia główny: Melanie Bordeleau |

| 22 kwietnia 2011 | Szwajcaria | 4:5 pd. | Rosja | Hallenstadion, Zurych |

| Szczegóły      | Szczegóły                                                                          | Szczegóły            | Szczegóły | Szczegóły                               |
| -------------- | ---------------------------------------------------------------------------------- | -------------------- | --- | --------------------------------------- |
| Godzina: 20:00 | D. Leimgruber 00:35 (EQ) S. Benz 25:50 (EQ) S. Benz 33:33 (EQ) S. Marty 59:17 (EQ) | (1:0, 2:0, 1:4, 0:1) | 47:49 (EQ) J. Smolencewa 50:47 (PP) O. Permjakowa 52:01 (EQ) A. Kapustina 54:21 (PP) O. Sosina 62:58 (EQ) T.Burina | Widzów: 4123 Sędzia główny: Joy Tottman |

### Półfinały
| 23 kwietnia 2011 | Kanada | 4:1 | Finlandia | Hallenstadion, Zurych |

| Szczegóły      | Szczegóły                                                                                      | Szczegóły       | Szczegóły              | Szczegóły                             |
| -------------- | ---------------------------------------------------------------------------------------------- | --------------- | ---------------------- | ------------------------------------- |
| Godzina: 16:00 | R. Johnston 10:17 (EQ) M-P. Poulin 19:04 (EQ) J. Hefford 40:43 (EQ) H. Wickenheiser 48:18 (SH) | (2:1, 0:0, 2:0) | 11:43 (EQ) M. Karvinen | Widzów: 912 Sędzia główny: Erin Blair |

| 23 kwietnia 2011 | Stany Zjednoczone | 5:1 | Rosja | Hallenstadion, Zurych |

| Szczegóły      | Szczegóły | Szczegóły       | Szczegóły               | Szczegóły                                  |
| -------------- | --- | --------------- | ----------------------- | ------------------------------------------ |
| Godzina: 20:00 | M. Lamoureux-Kolls 11:31 (EQ) K. Coyne 12:05 (EQ) J. Lamoureux 24:08 (EQ) B. Decker 26:59 (PP) B. Decker 52:18 (PP) | (2:1, 2:0, 1:0) | 03:21 (EQ) I. Gawriłowa | Widzów: 821 Sędzia główny: Nicole Hertrich |

### O 5 miejsce
| 24 kwietnia 2011 | Szwecja | 3:2 pk. | Szwajcaria | Hallenstadion, Zurych |

| Godzina: 16:00 | E. Eliasson 05:04 (PP) T. Enström 08:22 (EQ) E. Holmlöv 70:00 (PS) | (2:2, 0:0, 0:0, 0:0, 1:0) | 10:36 (PP) A. Stiefel 17:04 (EQ) N. Bullo | Widzów: 2043 Sędzia główny: Joy Tottman |

### O 3 miejsce
| 25 kwietnia 2011 | Finlandia | 3:2 pd. | Rosja | Hallenstadion, Zurych |

| Szczegóły      | Szczegóły                                                             | Szczegóły            | Szczegóły                                    | Szczegóły                                     |
| -------------- | --------------------------------------------------------------------- | -------------------- | -------------------------------------------- | --------------------------------------------- |
| Godzina: 16:00 | M. Tuominen 14:15 (EQ) M. Tuominen 21:18 (EQ) K. Rantamäki 62:49 (EQ) | (2:0, 0:1, 0:1, 1:0) | 49:54 (EQ) I. Djubanok 52:30 (PP) M. Sergina | Widzów: 2463 Sędzia główny: Melanie Bordeleau |

### Finał
| 25 kwietnia 2011 | Kanada | 2:3 pd. | Stany Zjednoczone | Hallenstadion, Zurych |

| Szczegóły      | Szczegóły                                 | Szczegóły            | Szczegóły                                                                    | Szczegóły                   |
| -------------- | ----------------------------------------- | -------------------- | ---------------------------------------------------------------------------- | --------------------------- |
| Godzina: 16:00 | G. Apps 19:52 (EQ) R. Johnston 56:04 (PP) | (1:1, 0:1, 1:0, 0:1) | 16:56 (EQ) J. Lamoureux 32:01 (EQ) J. Schmidgall-Potter 67:48 (EQ) H. Knight | Widzów: 4318 Sędzia główny: |